# Aeroporto de Caldera
O Aeroporto de Caldera em castelhano:  Aeropuerto de Caldera (ICAO:SCCL) é um aeroporto localizado no deserto que serve a cidade de Caldera, um porto da costa do Pacífico na região de Atacama no Chile. 
O aeródromo fica distante 2 Km do porto. O aeroporto de Atacama (VOR-DME) está localizado ao sul distante cerca de 22 km.